# Yad Sarah
Yad Sarah (en hebreo: יד שרה) es una organización no gubernamental israelí humanitaria que ayuda a los ancianos y a las personas discapacitadas. Fue fundada en 1976 por el judío Uri Lupoliansky como una organización no denominacional.   
Yad Sarah (en español: La mano de Sara) es la mayor organización nacional de voluntariado del Estado de Israel, fue creada para ayudar a las personas discapacitadas, y a los ancianos que viven confinados en sus casas. Su finalidad es ofrecer atención a los ancianos, y a las personas discapacitadas que residen en sus hogares.

## Presupuesto y actividades
Yad Sarah tiene un presupuesto de 12 millones de dólares estadounidenses al año, y cuenta con 7000 voluntarios que llevan a cabo más de un millón de horas de trabajo voluntario, y están desplegados en 104 centros repartidos por todo el país. Presta servicios médicos y de rehabilitación a los miembros de la asociación, y ofrece desde muletas hasta dispositivos electrónicos de monitoreo. La organización distribuye igualmente comidas a domicilio a los pacientes y cubre los gastos del hogar, desde lavandería hasta reparaciones menores. Un estudio estimó que Yad Sarah permitía al Estado de Israel ahorrar más de 300 millones de dólares al reducir los costes derivados de los ingresos hospitalarios.